# Naturschutzgebiet Fleuthbenden
Koordinaten: 51° 35′ 36″ N, 6° 18′ 31″ O

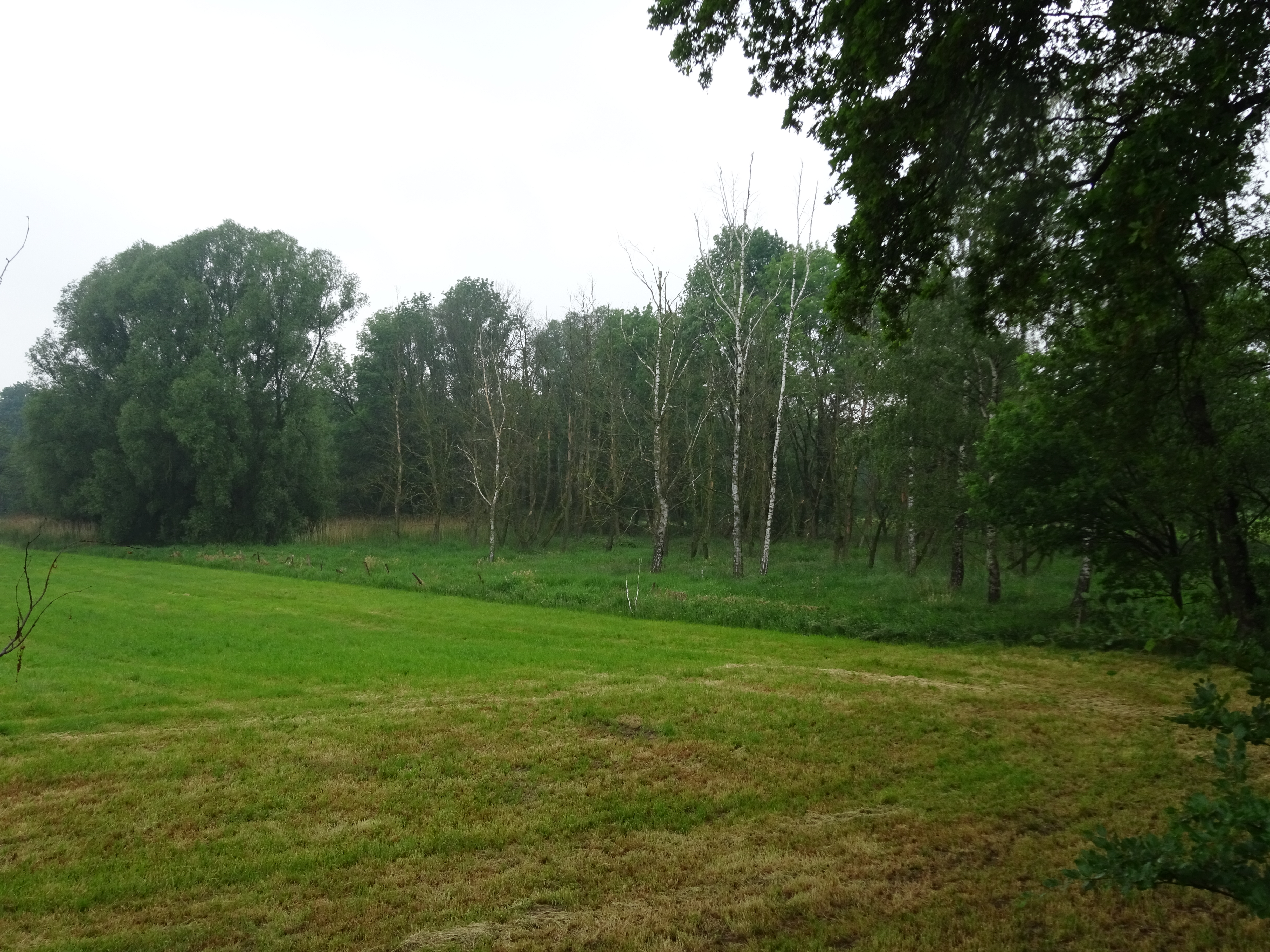
Naturschutzgebiet Fleuthbenden (Mai 2018)

Das Naturschutzgebiet Fleuthbenden liegt auf dem Gebiet der Stadt Kevelaer im Kreis Kleve in Nordrhein-Westfalen.
Das aus zwei Teilflächen bestehende Gebiet erstreckt sich nordöstlich der Kernstadt Kevelaer und östlich von Winnekendonk, einer Ortschaft der Stadt Kevelaer. Am nördlichen Rand des Gebietes verläuft die Landesstraße L 362, am südlichen und westlichen Rand fließt die Issumer Fleuth, ein rechter Nebenfluss der Niers.

## Bedeutung
Für Kevelaer ist seit 2009 ein rund 37,6 ha großes Gebiet unter der Kenn-Nummer KLE-052 als Naturschutzgebiet ausgewiesen.